# Mercuria baudoniana
Mercuria baudoniana is een slakkensoort uit de familie van de Hydrobiidae. De wetenschappelijke naam van de soort is voor het eerst geldig gepubliceerd in 1859 door Gassies.